# Циганок Оксана Анатоліївна
Оксана Анатоліївна Циганок (26 лютого 1972) — українська військовослужбовиця, військова волонтерка, політична діячка. Депутатка Черкаської обласної ради 8 скликання, фракція Європейська солідарність. Голова Громадської організації «Громадський блокпост». Фізична особа підприємець.

## Життєпис
Народилася 26 лютого 1972 р..проживає у м. Черкаси.

## Волонтерська діяльність
Волонтерською діяльністю почала займатися ще з Майдан. Найбільше вразило побиття людей на блокпосту на Черкаській дамбі. Одна з ініціаторок створення громадської організації «Громадський Блокпост». Керівниця «Центру допомоги армії» (з 2014). Волонтерством на допомогу українській армії почала займатися з початку російсько-української війни. Неодноразово виїзджала у зону бойових дій з продуктами харчування, одягом, теплими речами. Постійно зверталася до міської та обласної ради з проханням про допомогу для бійців, виступала на засіданнях місцевих рад та депутатських фракцій. Основним питанням її виступів було те, що держава під час війни не забезпечує бійців елементарними потребами у їжі та амуніції.

Як одна з найактивніших волонтерів Черкащина очолила створений за допомогою обласної та місцевої влади «Центр допомоги армії». Лише за кілька місяців свого існування волонтери Центру зібрали 230 тис. грн, які потрапляли на рахунок товариства «Червоного Хреста». Окрім того, було зібрано близько 60 тис. грн готівкою через скриньки та різноманітні акції.
Ми реагуємо на потреби — дізнаємося у хлопців, що їм потрібно, а потім те і відвозимо. За цей період найнеобхідніше були тепловізори, будівельні матеріали, посуд, одяг, термобілизна. Були навіть випадки, коли купували отруту для мишей.
Всього з 2014 р. волонтерка разом зі своєю командою здійснила більше 500 виїздів у зону бойових дій.

## Політична кар'єра[5]
У 2015 р. балотувалася у Черкаську міську раду 7-го скликання: Всеукраїнське об'єднання «Черкащани» — мажоритарка 5 та у Черкаська обласна рада 7-го скликання: Всеукраїнське об'єднання «Черкащани» — мажоритарка 78. Не обрана.
У 2020 р. балотувалася у Черкаську міську раду 9-го скликання: Політична партія «Європейська солідарність» — список № 15, округ 3. Не обрана.
У 2020 р. балотувалася у Черкаську обласну раду 8-го скликання: Політична партія «Європейська солідарність» — список № 4, округ 2. Обрана.
Членкиня депутатської фракції «Європейська солідарність». Членкиня депутатської групи «Цивільна оборона та захист населення при виникненні надзвичайних ситуацій», заступниця голови. Членкиня постійної комісії з питань регламенту, місцевого самоврядування, забезпечення правопорядку та захисту прав людини.

## Нагороди
- Ювілейна медаль «200 років з дна народження Т. Г. Шевченка» (2016)[7].
- Подяка від Канадської неурядової організації Stabilizatin Support Services (2017)[8].
- Нагрудний знак Міністерства оборони[9]
- Почесний нагородний знак «За заслуги перед Збройними силами України» (2017)[10].